# Slaget ved Kringen
Slaget ved Kringen var en træfning i 1612 lige syd for Otta i Gudbrandsdalen hvor et norsk opbud på nogen hundrede bevæbnede bønder fra Dovre, Lesja, Vågå, Fron og Ringebu overfaldt og nærmest udslettede en skotsk afdeling på 300 lejesoldater. Skotterne var på gennemrejse til Sverige under det såkaldte skottetog, lejetroppernes march for at slutte sig til de svenske soldater i Kalmarkrigen mellem Sverige og Danmark-Norge 1611–1613. Slaget ved Kringen er et af de mest legendariske militære slag i Norges historie. Det blev fulgt op med en massakre i den såkaldte skottelåven på Kvam, hvor størstedelen af de skotske fanger blev dræbt.

## Baggrund
I Kalmarkrigen var der udstrakt brug af lejetropper hos begge parter. Nogen af de vigtigste rekrutteringsområder i Europa var England og Skotland. Den dansk-norske konge Christian IV var svoger til kong Jakob af England og Skotland og havde eneret til rekruttering af engelske og skotske lejetropper. Dette kom til god nytte ved flere anledninger. Jakob havde forbudt hvervning af soldater til brug i krigen mod svogeren. Den unge svenske konge Gustav II Adolf ville alligevel trodse det kongelige forbud. Hans far Karl IX havde tidligere engageret en hverver, en såkaldt militæringeniør, for rekruttering af lejetropper til svensk tjeneste. I november 1611 skrev Gustav II Adolf til hververen sir James Spens og anmodede om at få leveret lejetropper i Älvsborg inden den 11. april 1612 (Gregoriansk kalender). Den svenske konge ønskede sig 3.000 soldater, for det meste fodfolk.
Spens var en betroet mand ved kong Jakob Is hof i London. Han havde i 1610 besøgt Sverige for at etablere diplomatisk kontakt med Vasa-slægten. Den gang drøftede man planer om et ægteskab mellem den unge prins Gustav Adolf og Jakob Is datter Elisabeth. I forbindelse med ægteskabsplanerne blev der givet løfte om disse 3.000 lejesoldater. Som vederlag for tropperne skulle den svenske dronnings repræsentant i Hamborg betale 20.000 joakimsdaler. Et brev blev sendt for at minde hververen om dette løfte fra 1610, men det kom aldrig frem, idet skibet blev kapret af et dansk-norsk krigsskib. Oberst Andrew Ramsay måtte kaste brevet i havet, og han blev sluppet fri mod løfte om ikke at hverve tropper for den svenske konge.

## Den skotske hvervning
Men obersten brød løftet og engagerede sin broder Alexander Ramsay, sir Robert Ker og kaptajnerne George Hay og George Sinclair. Med Spens' hjælp begyndte disse at hverve soldater med forskellige metoder. For eksempel blev arresterede røvere i grænseegnene mellem England og Skotland frifundet mod at lade sig hverve. Fra tugthusene i Edinburgh og Dunbar blev der hentet fanger, som blev tvangsrekrutterede. Rejsende blev overfaldet og bortført, sammen med tjenestefolk og ungdom som skulle på høstarbejde. Rekrutteringen var efterhånden blevet så hardhændet, at folk ligefrem flygtede, og kongen i London blev underrettet. Det skotske rigsråd greb ind, fik stoppet hvervningen og befalede skippere og redere at føre deres skibe til Leith for at stoppe udskibningen.
Efter nærmere undersøgelser udstedte rigsrådet en befaling om, at de kompagnier, som allerede var gået ombord på skibe, skulle sættes i land igen og opløses, og at skibene skulle aftakles. Halvdelen af tropperne skulle landsættes i Leith og den anden halvdel på Burntisland af sikkerhedshensyn for at undgå væbnet modstand. Fanger og røvere ombord på skibene måtte udleveres under vagt og føres væk, mens de øvrige skulle kunne rejse hjem.
Tre kompagnier var imidlertid alligevel nået af komme afsted, og de kunne ikke indhentes af de skotske myndigheder. Oberst Ramsey blev derfor stævnet for rigsrådet. Da han undlod at møde op for at svare for sine handlinger, blev han erklæret for oprører. Senere blev han arresteret i England efter en episode med sir Robert Ker, som var udfordret til duel, beskyldt for at have røbet foretagendet for kongen. Ramsay blev efter arrestationen dømt til landsforvisning.
Den skotske hverving, som var sket uden den engelsk-skotske konges vidende, førte til diplomatisk forvikling. Christian IV troede, at hvervningen havde fundet sted ved Edinburgh med kong Jakobs samtykke. Den engelske udsending i København, sir Robert Anstruther, modtog klager fra kongen over dette.

## Skottetoget
Ifølge den oprindelige plan skulle tre afdelinger af lejetropper, den ene under Johan Mönnichhoven, den anden under general Halkett og den tredje under Alexander Ramsey, mødes ved Shetland for derefter at sejle over til Norge i samlet styrke. Men Mönnichhoven fortsatte nord over eftersom at han ikke formåede at nå frem til Shetland på grund af stærk vestenvind, og Halkett dukkede aldrig op som aftalt. Kun Alexander Ramsay fulgte planen. Han sejlede fra Dundee med et kompagni og mødte de to kaptajnerne, George Sinclair og George Hay, med hver sit kompagni på et enkelt skib fra Caithness ved Shetland.
Den 12. august 1612 (juliansk kalender) satte så disse to skibe kurs mod Norge, men kom ud for dårligt vejr og blev forsinkede. Den 29. august 1612 fik skotterne landkending i Romsdal. De valgte at gå i land i Isfjorden inderst i Romsdalsfjorden i stedet for at fortsætte nord over til Trondheimsfjorden, muligvis fordi de kendte til vejen, som førte fra Romsdalen til Gudbrandsdalen. Efter at være nået ind Romsdalsfjorden, gik de i land på Åndalsnes. Der tvang de to nordmænd til at være vejvisere, den ene skal have været Per Klungnes. Ifølge et lokalt sagn skulle han have fået skotterne til at gå i land på nordsiden af fjorden ved Klungnes, hvor den såkaldte "Skottehammaren" lå. Skotterne gik over Bjørnekleiva op på et fjeld på nordsiden som hed Toppen, antagelig kaldet "Mærratoppen" den gang, og kom ned til Bjorligårdene på grænsen mellem Romsdalen og Gudbrandsdalen. En stolpe mærket 1612 fra gården Einbu 4 km syd for Bjorli er bevaret. Den skal være rejst til minde om en døl (dalkarl) som blev dræbt af skotterne.
Skotterne skulle ifølge lokale sagn være gået voldsomt frem, skændet piger og kvinder hvor de kom, plyndret gårdene, og fordrevet folk med skræk og gru. På gården Skauge skal en ældre bedstemor være blevet slået ihjel og brændt i sin egen gård. Krigen førte til en ukontrolleret rygtesværm i Norge, hvor mangel på sikre oplysninger i en forvirret tid førte til overdrivelser og opdigtede historier. Statholderen i Norge kunne ikke bekræfte oplysninger, som sagnene formidlede i eftertiden, bortset fra at sølvtøj skal være blevet stjålet fra en dansker på Setnes i Romsdalen. At lejetropper for brutalt frem var ikke ualmindeligt på den tid.
Bønderne i Norge var dengang organiserede som bondeopbud i krigstid, og mobilisering af bønder med våben og udstyr kunne foregå effektivt. Lensmand Laurits Hage (Lars Hågå) fik samlet bønderne i Vågå og Lesja, og derefter dog de ned gennem Gudbrandsdalen efter at have skaffet sig kundskab om skotternes egentlige styrke. I Fron og Ringebu gik der bud til folk om at samle sig under lensmændene Peder/Per Randkleiv og Berdon Seielstad.
Ramsay kunne have valgt at marchere over Dombås og Hjerkinn ned Folldalen til Tynset i en nordlig rute. Det ville have ført skottetoget gennem tyndt befolkede områder uden risiko for at møde stærkere modstand og ville have bragt dem i sikkerhed i Sverige over Herjedalen. Men han valgte alligevel at fortsætte sydover gennem Gudbrandsdalen. Den 5. september 1612 nåede Ramsey Kringen.

## Slaget
| Med 300-500 væbnede bønder fra Dovre, Lesja, Vågå, Fron og Ringebu besluttede de to lensmænd Lars Hågå og Per Randkleiv sammen med bondelederen Berdon Segalstad at tage kampen op. Bondeopbudet var vel udstyret med spyd, økser, sabler og ljåer samt nogen få geværer og armbrøst. De tog stilling ved den bratte skråning ved Kringen på østsiden af dalen et stykke nedenfor stedet, hvor elven Otta løber ud i Lågen. Langs dalbunnen løb elven med flere småøer og fugtigt terræn på begge sider, så arealet mellem elven og skråningen var ikke bare trangt, men også farligt at krydse. Ramsay havde på forhånd udsendt spejdere som rekognoscerede for skotterne, så han var advaret om faren ved at forcere passet ved Kringen, som lå gunstigt for et bagholdsangreb. Bønderne havde opført store forskansninger ved vejen langs skråningen og forberedt en tømmerstak, som kunne væltes nedover skotterne ovenfra. En mindre flok af bønder blev forlagt længere mod nord, hvor de skulle vente, til skotterne var kommet forbi, for så at rykke ned på vejen og spærre den med nedhuggede træer og andre forhindringer. Længere sydpå havde bønderne bygget en mur af tømmer og sten for at stoppe skotterne under skråningen. Detaljerne om slaget formørkes af fantasifulde historier gengivet i vers, prosa og sagn med broderede historier i senere tid, så der er stor usikkerhed om, hvordan slaget faktisk fandt sted og hvordan skotterne blev nedkæmpet. Men den mest sandsynlige version er, at man lagde nedhuggede træer over vejen for at spærre skotterne inde i en fælde. Vejen var langstrakt, og skotterne var delt i en fortrop, flere separate afdelinger og en bagtrop. Da kampen startede, blev vejen spærret både foran og bag skotterne, og fra forskansningerne på skråningen oven for blev stokke, sten og spyd kastet ned over dem, således at de i forvirringen ikke formåede at organisere sig i slagorden i den trange dal. Derefter stormede bønderne ned, og de kan have gjort brug af forberedte tømmerstakke for at splitte den skotske styrke og omringe de isolerede afdelinger med overmagten på sin side. Til trods for stærk beskydning ovenfra, rasende angreb fra begge sider og en elv i ryggen forsvarede skotterne sig hårdnakket, men forgæves. Flere slap ud til småøerne i elven i forsøg på at redde sig, men mange druknede, og bønderne på den vestlige side var hurtige til at dræbe alle, som slap levende over. Den amerikanske rejsejournalist Bayard Taylor, som besøgte stedet under en norgesrejse i 1857, beskriver de 300 nordmænds indsats som en fej nedslagtning af skotterne i baghold, ved at stokke og sten blev væltet ned over skrænten over skotterne og knuste dem, således at kun to af Sinclairs 900 mand slap væk i live. |

## Efterspil
De skotske tab under slaget er ikke kendt, men op til 200 skulle være blevet dræbt. Mange druknede i elven Lågen, som efter sigende ble farvet helt rød, og på vejen lå mange døde, som efterfølgende blev plyndret for deres våben. Fortroppen blev taget til fange for anden gang, da den brød sit ord om at overgive sig.
Bondeopbuddet under Slaget ved Kringen var i virkeligheden ikke nogen utrænet enhed fuldstændig uden militær kompetence, for gudbrandskarlene var med i grænsevagten mod Sverige i 1611, og der havde de fået både oplæring og nye våben som tessak, sabler og måske geværer. De skotske lejesoldater var hverken bedre trænede eller bedre udstyrede. De havde ikke fået oplæring for mere konventionel strid, og kun officererne og nogen få andre havde militær baggrund. Lensmænd og bondeførere havde demonstreret god militær kundskab i deres slagplan. I eftertiden er det blevet påstået, at skotterne var lettere bevæbnede eller måske ubevæbnede, eftersom få skotske våben blev fundet efterfølgende, men dette er mindre sandsynligt.
134 fanger blev ført væk fra kamppladsen til Kvam, hvor de blev spærret inde i Skottelåven. Der blev de dagen efter udsatte for en massakre. Blot 18 af fangerne blev skånet, blandt dem oberst Ramsay.
Ramsay sammen med tolken James Moneypenny, løjtnanterne Henry Bruce og James Scott blev ført til Oslo og senere til København. Andre overlevende blev sat ind i Jørgen Lunges regiment ved Älvsborg i dansk tjeneste. De fire officerer skulle have været stillet for krigsret, eftersom de hverken havde fuldmagt fra den svenske konge eller fra Andrew Ramsay. De kunne straffes som røvere efter datidens opfattelse, men sir Robert Anstruther reddede dem ved at overtale danskerne til at holde et forhør i nærvær af Brede Rantzau. Efter forhøret fik de lov til at rejse hjem.
Den følgende sommer blev Lars Hågå, Per Randkleiv og Berdon Segalstad indkaldt til møde med kongen på herredagen i Skien. Som belønning fik de blandt andet skøde på kongens andel af de gårde, som de boede på.
De første trykte beretninger om slaget ved Kringen blev udgivet i 1830-erne af provsten H.P.S. Krag, men den er en upålidelig fremstilling set fra dalkarlenes perspektiv og farvet af senere mytedannelser. Siden er sagnstoffet om Skottetoget blevet yderligere pyntet med mange urimeligheder.

## Pillarguri og Sinklarvisa
Historien om skottetoget og slaget ved Kringen er blevet genfortalt i flere sagn, digte, anekdoter og sange i århundrederne efter hændelserne. To eksempler er legenden om Pillarguri, som skal have blæst i lur for at varsle bønderne om, at skottehæren nærmede sig, og Sinklarvisa (oprindelig kaldt Zinklars vise) som Edvard Storm skrev i 1781. Indholdet i visen om Sinclair og hans mænd er historisk unøjagtig, men blev sunget meget både i Norge og på Færøerne.